# جون هاريس (سياسي أمريكي)
جون هاريس (بالإنجليزية: John Harris)‏ هو سياسي أمريكي، ولد في 29 أغسطس 1856، وتوفي في 24 يوليو 1933. حزبياً، نشط في الحزب الجمهوري. وقد انتخب عضو مجلس ولاية ويسكونسن.